# اللحج (السبرة)

تعديل مصدري - تعديل

اللحج هي إحدى قرى عزلة عروان بمديرية السبرة التابعة لمحافظة إب، بلغ تعداد سكانها 336 نسمة حسب تعداد اليمن لعام 2004.